# Setge de Madîna Mayûrqa
El setge de Madîna Mayûrqa fou una de les batalles de la Croada contra Al-Mayûrqa de Jaume el Conqueridor.

## Antecedents
Després d'anteriors intents per desembarcar a terra, Jaume I aconseguí l'11 de setembre de 1229 desplegar les seves tropes a la badia de Santa Ponça. El mateix dia tengué lloc una batalla decisiva amb el musulmans, d'on sortiren vencedors i després acamparen allà per passar la nit.
En tenir notícia, al vespre, de què el governador almohade de l'illa, Abū Yahyà Muhammad, havia reagrupat ses tropes i es dirigia cap on eren, Jaume I donar ordres a les tropes de romandre alerta per evitar un atac sorpresa de l'enemic, que fou derrotat en la batalla de Portopí. La victòria va obrir el camí a la Host de Guillem II de Bearn i Montcada per iniciar el setge de Madîna Mayûrqa.

## El setge
Els croats establiren el campament prop de la porta de Bab al-kahl, al nord-est de la ciutat, i instal·laren les màquines de setge, trabuquets, un fonèvol i un manganell, que immediatament van començar atacar la ciutat, que esperava l'ajut de Abu-Zakariyyà Yahya I, governador almohade d'Ifríqiya. i es defensava amb dos trabuquets i catorze algarrades.
Progressivament s'anaren excavant tres trinxeres d'aproximació, que eren atacades pels musulmans i els atacs rebutjats, fins que s'arribà al peu d'una primera torre de la muralla de la Madîna, que fou excavada i apuntalada, per a continuació cremar els puntals fent caure la torre, i poc després repetiren l'operació amb tres torres més.
El 31 de desembre es conquereix Madina Mayurqa (Palma) a Abū al-`lā Idrīs al-Mā'mūn ben al-Manṣūr, que mor en la batalla.

## Conseqüències
Després del Setge de Madîna Mayûrqa i l'assassinat del darrer valí musulmà de Mayurqa, Abū Yahyà Muhammad ibn 'Alī ibn Abī 'Imrān al-Tinmalālī, Abu Hafs ibn Sayrî fugí vers les muntanyes on reuní 16.000 supervivents a la massacre que seguí a la caiguda de Madîna Mayûrqa. i la insurgència mayurquina es fortificà als castells d'Alaró, Pollença, Santueri. així com a la Serra de Tramuntana, on aleshores els mayûrquins nomenaren com a nou cabdill i senyor a Xuaip de Xivert. El rei va tornar a Catalunya en novembre de 1230.

## Curiositats
En aquesta batalla Jaume el Conqueridor va dir la frase: «Vergonya, cavallers, vergonya», quan els cavallers es negaren tàcitament a assaltar la bretxa de la muralla de la ciutat musulmana.
Així ho narra el rei al Llibre dels Feits':
| «                                     | 65. E en tant vench en Jaçpert de Barberà, e dix a don Nuno que anàs enant. E dix él: faray ho [557]. E dixem nós: pus en Jaçpert hi va, iré hi yo. E con vós, dis don Nuno, ia us ha hom fet lleó aquí d'armes? Ben porets veer que tam bo o meylor ne trobarets con vós. E enans que en Jaçpert fos ab aquels ·LXX· cavallers, los moros escridaren-se, e anaren gitan péres, e en faeren se ·I· poch a enant. E la senyera de don Nuno e aquels qui eren ab ela giraren la testa. E aytal faen bel semblant devalaren bé ·I· git de pedra punyal [558] contra nós, e alguns cridaren: Vergonya [559]. E els serraïns no·ls seguiren: e aquests nostres aturaren-se, e en tant vench la senyera e la maynada nostra ab ·C· cavallers bé que la guardaven o pus. E dixeren: heus aquí la senyera del Rey. E nos devalam pel puig en jos, e mesclam-nos ab la mota de la senyera. E pujam lessús tot en V [560]. E els sarraïns fugiren, e trobam bé ·II· milia de sarrahins que anaven denant nós a peu, e fugien, e no hi podíem aconseguir, tant era ujat lo nostre caval ni jo ni·ls altres cavallers. E quan fo la batayla vençuda, e fom sus, acostà's a nós don Nuno, e dix: bon dia és vengut a uós e a nós que tot és nostre, pus aquesta batayla havets vençuda. | » |
| — Jaume I el Conqueridor, directe.cat | |   |